# Čistá (powiat Mladá Boleslav)
Čistá – gmina w Czechach, w powiecie Mladá Boleslav, w kraju środkowoczeskim. Według danych z dnia 1 stycznia 2013 liczyła 714 mieszkańców.